# Wulong
Wulong (en chino simplificado, 武隆区; pinyin, Wǔlóng qū) es un distrito urbano bajo la administración del municipio de Chongqing, en el centro de la República Popular China. Se ubica en las riveras del río Yangtsé y al sur de la cuenca de Sichuan. Su área es de 2872 km² y su población total para 2020 superó los 350 mil habitantes.

## Administración
El distrito de Wulong se divide en 26 pueblos que se administran en 4 subdistritos, 10 poblados, 8 villas y 4 villas étnicas.